# 아이스테이션 V43 큐토피아
아이스테이션 V43 큐토피아(i-STATION V43 Qtopia)는 아이스테이션이 2006년 7월에 출시한 포터블 미디어 플레이어이다.

## 세부 모델
세부 모델과 각 모델별 차이는 아래와 같다.
| 모델명              | 추가 기능              |
| ------------------- | ---------------------- |
| V43 Qtopia          |                        |
| V43 Qtopia DMB      | 지상파 DMB             |
| V43 Qtopia Navi     | 내비게이션             |
| V43 Qtopia DMB Navi | 지상파 DMB, 내비게이션 |

## 논란

### 지도 업데이트 논란
아이스테이션 i2에 탑재된 내비게이션은 나브텍이 지도를 공급하여 데이터가 업데이트되어 왔지만, 2008년 말부터 나브텍이 지도 공급을 중단하였다. 이로 인해 장기간 소비자와 제조사간 분쟁이 있었고, 한 소비자는 지도가 업데이트가 되지 않아 길을 헤맸다는 이유로 정신적 및 금전적 피해에 대해 74만2천원을 보상하라고 민사소송을 제기했지만 패소했다. 그 후 계속된 분쟁 끝에 한국소비자원은 소비자분쟁조정위원회를 통해 집단분쟁조정 절차를 개시하기로 결정하였다. 아이스테이션은 나브텍이 더 이상 업데이트를 제공하지 않기 때문에 어쩔 수 없는 부분이 있다며 보상을 해주도록 노력하겠다고 하였다.